# Cranopsis aucoinae
Cranopsis aucoinae là một loài cóc trong họ Bufonidae. Chúng được tìm thấy ở Costa Rica và Panama. Các môi trường sống tự nhiên của chúng là các khu rừng ẩm ướt đất thấp nhiệt đới hoặc cận nhiệt đới và sông. Loài này đang bị đe dọa do mất nơi sống.